# Eckelshausen
Eckelshausen is een plaats in de Duitse gemeente Biedenkopf, deelstaat Hessen, en telt 811 inwoners.

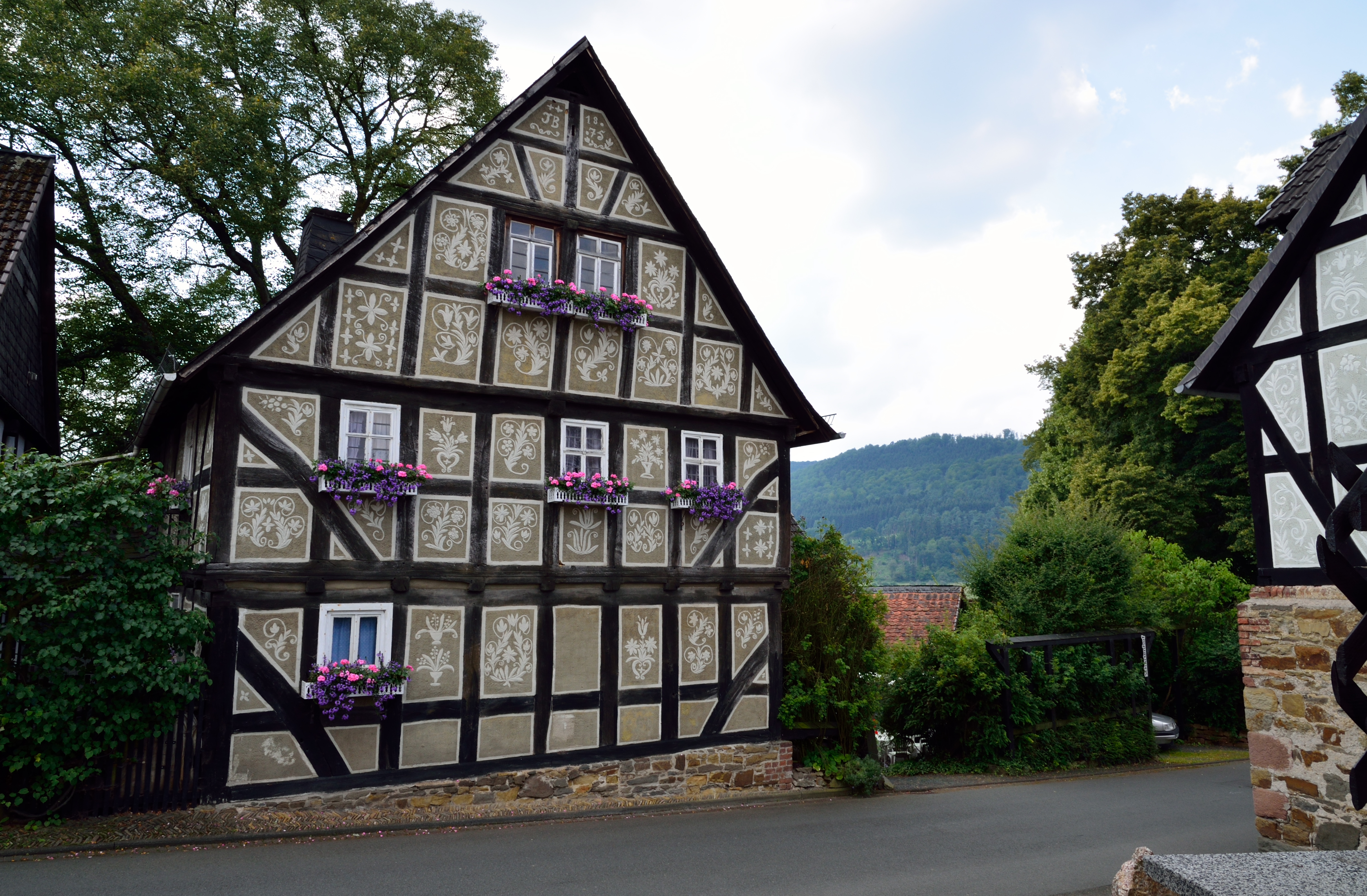